# Abbottina
Abbottina, rod riba porodice Cyprinidae (šarani), red Cypriniformes (šaranke). Obuhvaća 6 vrsta. To su slatkovodne bentopelagijske i demerzalne (kao Abbottina liaoningensis) vrste ribe, koje žive na ili pri dnu rijeke, a po vanjskim obilježjima dosta su nalik krkuši iz roda Gobio, ali manje od njih.
Ovaj dosta neispitani rod je dobio ime po Abbotu Lawrenceu koji je 1847. utemeljio znanstvenu školu u Cambridgu a mjesto profesora zoologije i geologije ponudio američkom znanstveniku Louisu Agassizu.
Prva vrsta koja opisana unutar ovoga roda, pa je ujedno i najpoznatija, je Abbottina rivularis, koju je 1855 opisao Basilewsky, dok je posljednju, Abbottina binhi, otkrio V. H. Nguyễn, 2001 u Vijetnamu.
1. Abbottina binhi
2. Abbottina lalinensis
3. Abbottina liaoningensis
4. Abbottina obtusirostris
5. Abbottina rivularis

## Sinonimi
Sedam vrsta riba koje su isprva bile klasificirane ovom rodu kasnije je ustanovljeno da mu ne pripadaju pa su prebačene u druge rodove, to su:
1. Abbottina brevirostris (Günther, 1868) Microphysogobio brevirostris
2. Abbottina elongata Yao & Yang, 1977 Microphysogobio elongatus
3. Abbottina guentheri Bănărescu & Nalbant, 1973 Squalidus nitens
4. Abbottina springeri = Biwia springeri
5. Abbottina tafangensis (Wang, 1935) Microphysogobio tafangensis
6. Abbottina tungtingensis (Nichols, 1926) Microphysogobio tungtingensis
7. Abbottina yunnanensis Yao & Yang, 1977 Microphysogobio yunnanensis